# Platina (Californie)
Platina est une census-designated place du comté de Shasta, dans l'État de Californie, aux États-Unis. En 2020, elle compte une population de 13 habitants.